# Fundacja Beyeler
Fundacja Beyeler – muzeum sztuki w Riehen, niedaleko Bazylei (Szwajcaria), które w swoich zbiorach obejmuje sztukę nowoczesną XIX–XX w. i przekazuje malarskie aspekty klasycznego modernizmu. Muzeum Fundacji Beyelera posiada dodatkową przestrzeń dla czasowych wystaw w celu uzupełnienia stałej kolekcji. Liczba zwiedzających w 2016 wyniosła 332 000. Fundacja Beyelera jest najczęściej odwiedzanym muzeum sztuki w całej Szwajcarii.

## Historia
Założona w 1982 fundacja jest właścicielem kolekcji sztuki, którą małżeństwo Hildy i Ernst Beyeler gromadzili przez około 50 lat. Po raz pierwszy pokazana publicznie w Muzeum Narodowym Centrum Sztuki Królowej Zofii w Madrycie w 1989, skupia się na klasycznej sztuce nowoczesnej i współczesnej.
Początkowo kierował nią sam Ernst Beyeler, następnie Christoph Vitali w latach 2003-2008 i Sam Keller od stycznia 2008.
Od września 2015 ścieżka rzeźbiarska o długości 5 kilometrów z dwunastoma pracami rzeźbiarza Tobiasa Rehbergera połączyła dwa kraje, dwie gminy i dwie instytucje kultury - Fondation Beyeler z kampusem Vitra firmy Vitra ( Vitra Design Museum in Weil am Rhein). Kolejne dwanaście rzeźb zostało dodanych w czerwcu 2016. Projekt nosi nazwę 24 Przystanki.

## Budynek muzeum
W 1994 architekt Renzo Piano otrzymał zlecenie na budowę publicznego muzeum dla kolekcji sztuki, które zostało otwarte 18 października 1997 w parku Berowergut w Riehen koło Bazylei. Budynek muzeum charakteryzuje się wtopieniem w otoczenie, z widokiem na las i łąki w dolinie rzeki Wiese. Podłużny budynek o długości 127 metrów znajduje się przy ruchliwej Baselstrasse; jest osłonięty przed hałasem ścianą wyłożoną płytami porfirowymi.
W 1999 duża hala w północynej części budynku została powiększona o dwanaście metrów, dzięki czemu jedną trzecią z 3800 metrów kwadratowych powierzchni wystawienniczej można zarezerwować na specjalne wystawy, które uzupełniają stałą kolekcję lub nawiązują z nią dialog.
W styczniu 2015 Fundacja ogłosiła zamiar dobudowania dobudówki w sąsiednim, wcześniej prywatnym, XIX-wiecznym parku Iselin-Weber. We wrześniu 2016 wybrano projek szwajcarskich architektów Peter Zumthor & Partner. Trzyczęściowy budynek z "Domem Sztuki" z dodatkowymi 1500 m² powierzchni wystawienniczej oraz częścią usługową i pawilonem eventowym ma zostać otwarty w 2023.

## Kolekcja
Kolekcja Beyelera, która zawiera około 250 dzieł klasycznej sztuki nowoczesnej i współczesnej, dokumentuje osobiste spojrzenie małżonków Hildy i Ernsta Beyelerów na sztukę XX wieku. Między innymi prace Edgara Degasa, Paula Cézanne’a, Claude’a Moneta, Henri Rousseau, Vincenta van Gogha, Wassilego Kandinsky’ego, Henriego Matisse’a, Fernanda Légera, Alberto Giacomettiego, Pabla Picassa, Joana Miró, Alexandra Caldera, Paula Klee, Maxa Ernsta, Pieta Mondriana, Andy Warhol, Roy Lichtenstein czy Francis Bacon.[11] Obrazy Rothko to unikalna poza Stanami Zjednoczonymi prezentacja twórczości artysty. Dzieła sztuki klasycznego modernizmu zestawione są z około 25 obiektami sztuki wytworzonej przez członków plemion z Afryki, Oceanii i Alaski.
W otaczającym muzeum ogrodzie prezentowane są także wystawy specjalne, które są dostępne bez wstępu do muzeum. Sensację wywołało opakowanie drzew w parku przez Christo i jego żonę Jeanne-Claude w listopadzie/grudniu 1998. Od września 2011 do stycznia 2012 monumentalna rzeźba Maman Louise Bourgeois była prezentowana w Bernie, Zurychu, Genewie oraz w Fondation Beyeler z okazji 100. urodzin artystki. W 2005 fundacja była organizacją partnerską wystawy rzeźby Blickachsen 5 w Bad Homburg. W 2018 ogłoszono, że liczne obrazy impresjonistów z Rudolf Staechelin Family Trust będą w przyszłości „okresowo” wypożyczane do Fundacji.

## Galeria

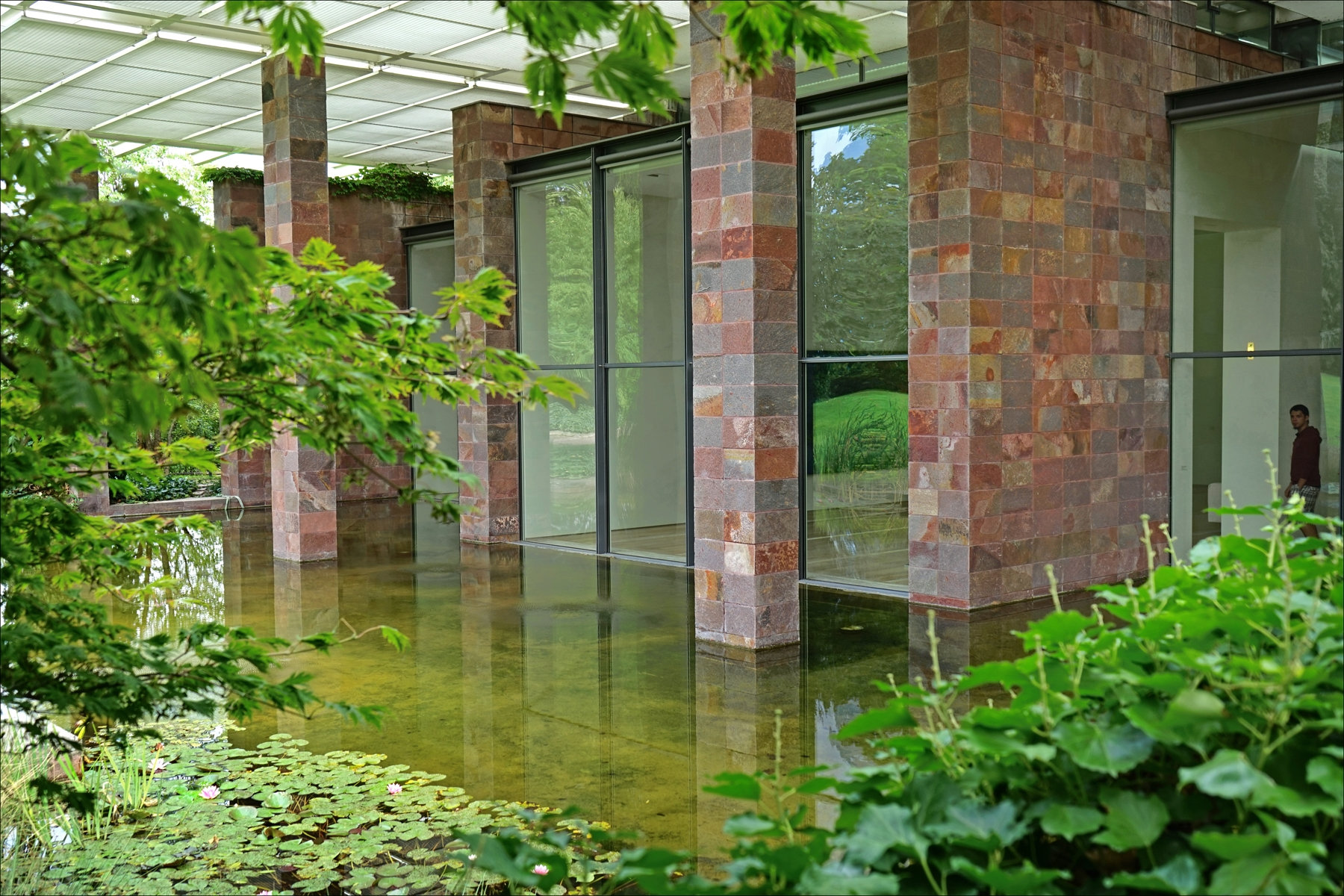
Budynek muzeum Fundacji Beyeler
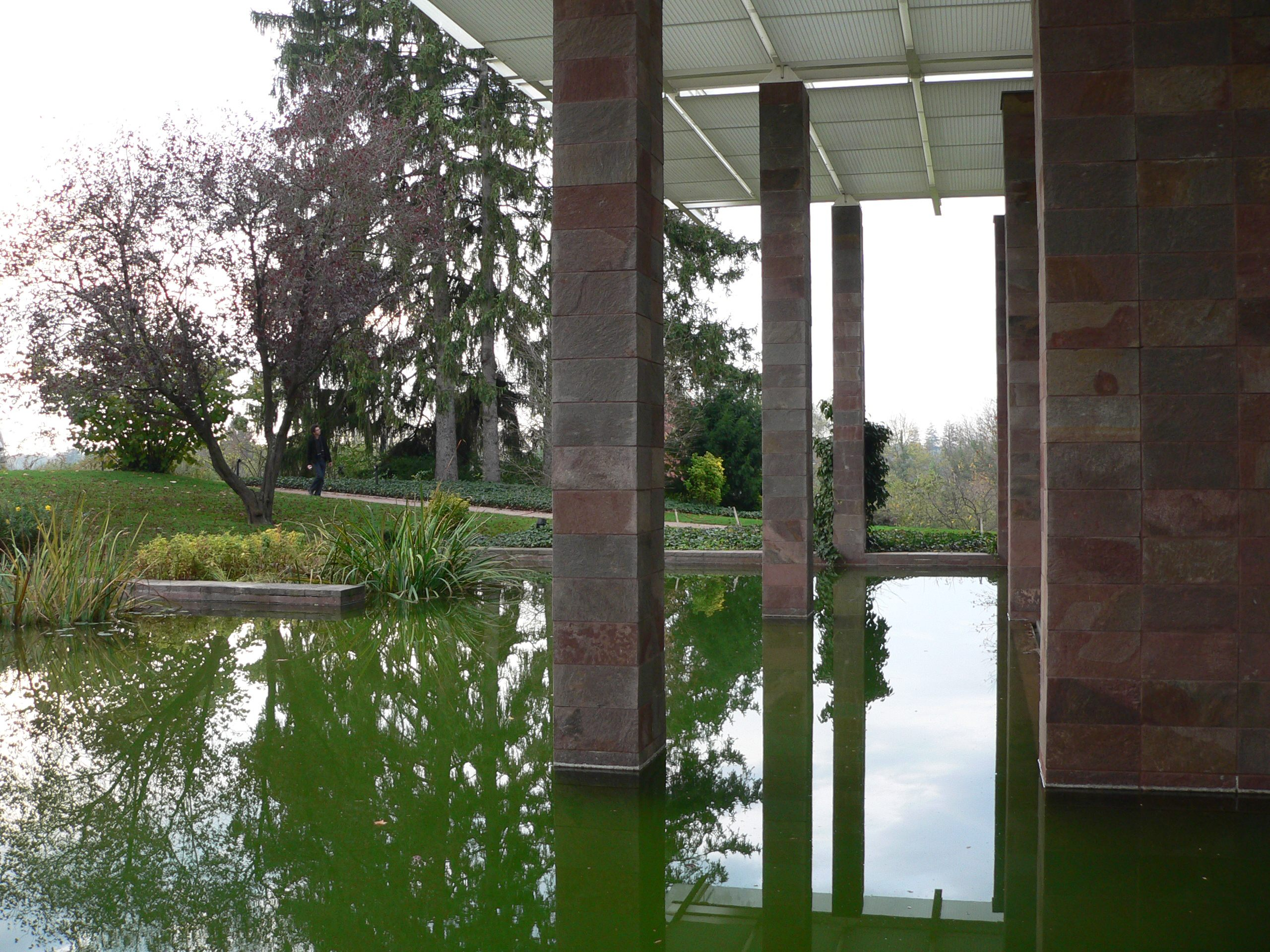
Budynek muzeum Fundacji Beyeler
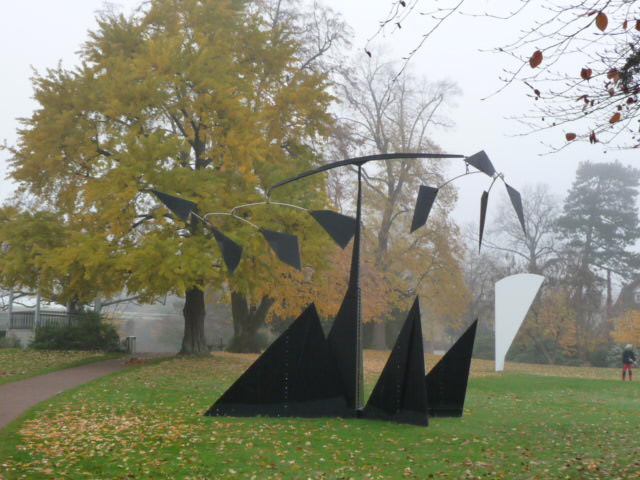
Rzeźba Alexandra Caldera w parku fundacji
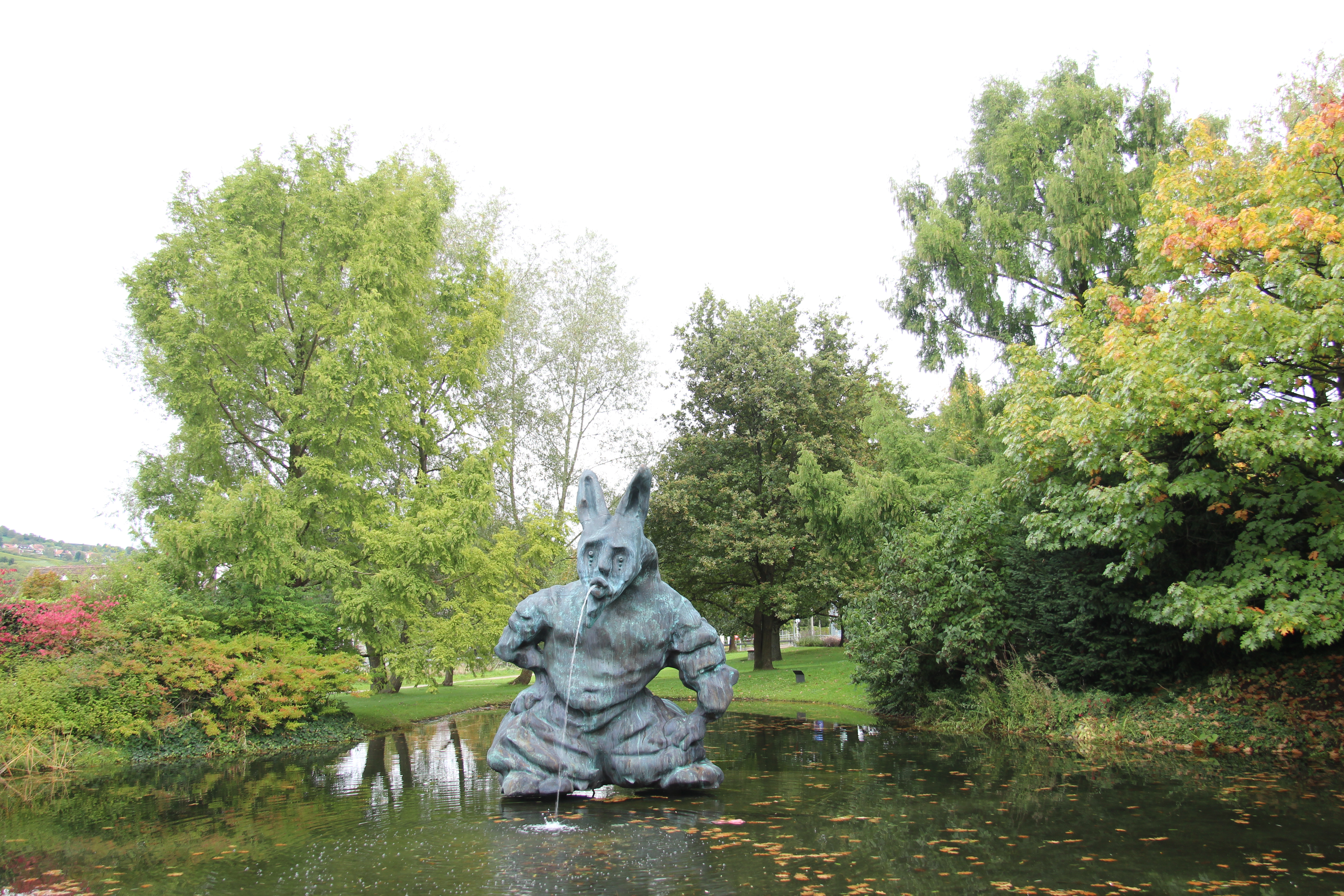
«Hase», Skulptur von Thomas Schütte im Park
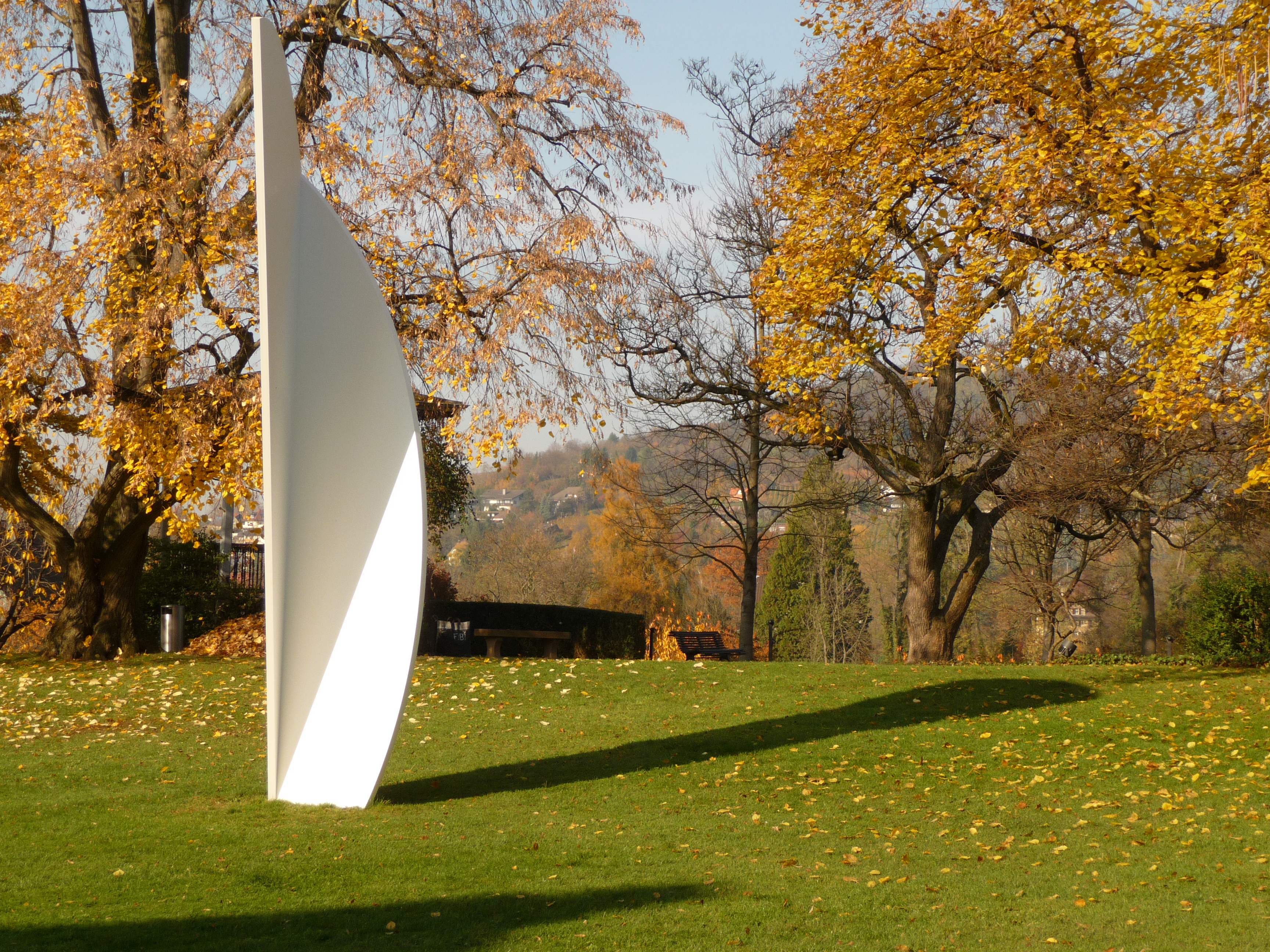
«White Curves», rzeźba Ellsworth Kelly w parku fundacji